# Pupteatra Internacia Festivalo
El Pupteatra Internacia Festivalo (Festival Internacional de Titelles) (PIF) té lloc cada any a finals d'agost i principis de setembre a Zagreb, Croàcia.
Va ser iniciat l'any 1968 pels llavors membres del Club Esperantista Estudiantil (SEK-Studenta Esperanto-Klubo) de Zagreb. L'organització del festival va ser assumida l'any 1972 pel Servei Cultural Internacional (IKS-Internacia Kultura Servo), que es va fundar aquell any. IKS és una empresa fundada per llavors membres del SEK, que fins a la independència de Croàcia també treballava per l'Esperanto (però, malauradament, ja no).
Fins ara, el PIF ha acollit més de 350 grups de titelles d'arreu del món que han representat més de 450 obres diferents, algunes de les quals en esperanto. Als primers PIF era obligatori fer representacions en esperanto, però ara els mateixos grups escullen l'idioma en què actuaran.